# Snijblok

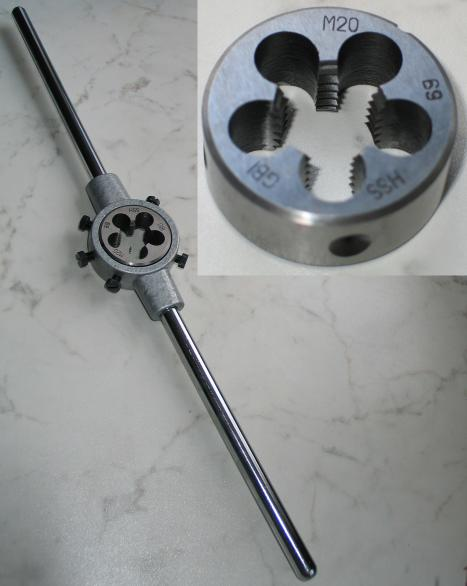
Snijblok M20 met en zonder houder.

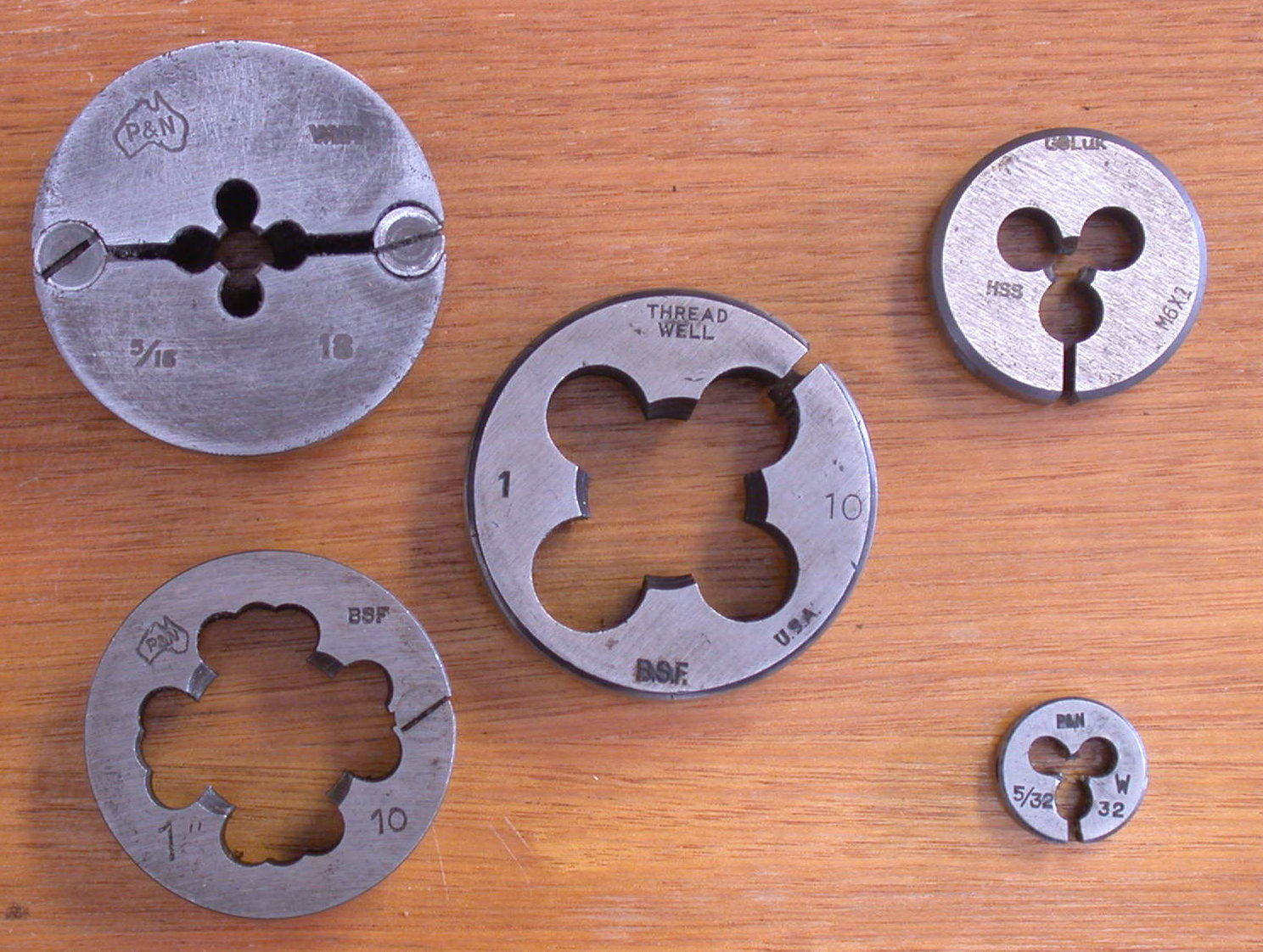
Verschillende maten snijblokken.

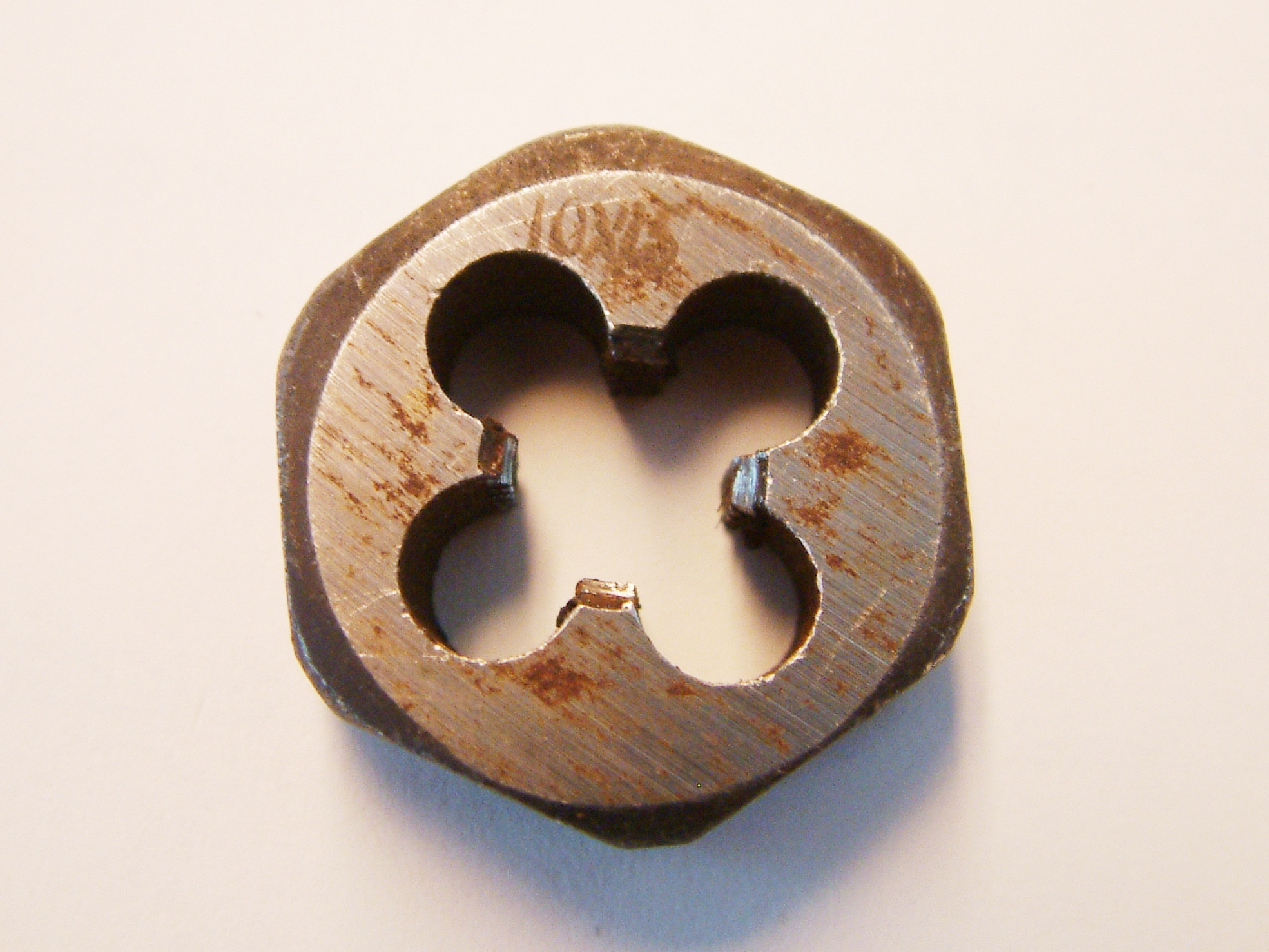
Snijmoer M10.

Een snijblok, of snijplaat, aangebracht in een snijraam (ook wel snijblok- of snijplaathouder genoemd), wordt gebruikt voor het handmatig snijden van uitwendige schroefdraad.
Bij alle soorten schroefdraad onderscheidt men buitendraad en binnendraad. Buitendraad kan worden 'gesneden' op rond staafmateriaal en op pijpen, een bout heeft dus buitendraad. Binnendraad wordt getapt in geboorde gaten, zoals bij een moer.
Bij het handmatig tappen (inwendige schroefdraad) maakt men gebruik van handtappen waarop een wringijzer of draadtapkruk wordt geplaatst.

## Toepassing
Bij het handmatig vervaardigen van buitenschroefdraad maakt men gebruik van een 'snijijzer'; het bestaat uit een snijraam waarin een snijblok met klemschroeven  wordt vastgeklemd. Snijplaten zijn vervaardigd van snelstaal en zijn voorzien van speciaal geslepen snijtandjes die in een aantal rijen boven elkaar liggen. De snijtandjes zorgen voor de verspaning van het materiaal. Rondom het middelste gat met de tandjes zijn een aantal gaten aangebracht, deze dienen voor de afvoer van de spanen. Door dezelfde openingen wordt ook de snijolie aangevoerd, die gebruikt wordt voor het verkrijgen van een scherpe, gladde draad.
Men onderscheidt gesloten en open snijplaten. Bij een gesloten snijplaat heeft de schroefdraad altijd een vaste maat, de diameter van de schroefdraad is niet te veranderen, de schroefdraad wordt in één gang op volle diepte gesneden. Bij een open snijplaat is de diameter van de snijplaat iets te verstellen. Hierdoor kan men voorsnijden en nasnijden. Het verstellen gebeurt met de drie stelschroeven die zich naast elkaar bevinden in de snijplaathouder. Bij het voorsnijden dient men de twee buitenste stelschroeven los te draaien en de middelste vast waardoor de snijplaat uit elkaar wordt gedrukt, hierdoor wordt de diameter groter en de schroefdraad minder diep. Het nasnijden gebeurt door het losdraaien van de middelste stelschroef en het vastdraaien van de twee buitenste stelschroeven. Hierdoor drukt men de snijplaat iets in elkaar waardoor de diameter kleiner wordt en de schroefdraad dieper.
Door de pen waarop de schroefdraad gesneden moet worden iets af te schuinen ontstaat een zoekrand waardoor men gemakkelijker begint. Controleer of snijplaat haaks op de pen staat, anders komt de schroefdraad scheef op de pen en gaat het snijden erg zwaar. Bij het snijden van de schroefdraad zal er in het begin enige neerwaartse druk moeten worden uitgeoefend, terwijl men gelijktijdig rechtsom draait. Ook dient men tijdens het draadsnijden na iedere omwenteling een kwartslag terug (linksom) te draaien om de spanen te breken. Door snijolie te gebruiken ontstaat een betere kwaliteit schroefdraad die gemakkelijker is te snijden, bovendien treedt er dan minder slijtage op aan het snijgereedschap.
Een snijmoer dient voor het herstellen van beschadigde buitendraad. Door de zeskante vorm kan deze, behalve met behulp van een houder, ook met een (verstelbare) moersleutel worden rondgedraaid. Dat is handig bij het opzuiveren van beschadigde draad op lastig bereikbare plaatsen. Snijmoeren worden daarom vaak op karwei gebruikt.